# Włodzimierz Markiewicz (generał)
Włodzimierz Markiewicz – funkcjonariusz Służby Więziennej, generał Służby Więziennej, dyrektor generalny tej formacji od 3 września 1996 do 8 maja 2000 roku.
Pochodzi z Poznania. Zatrudniony w Służbie Więziennej, w 1997 roku otrzymał stopień generała. W 1996 został pierwszym po reorganizacji Dyrektorem Generalnym Służby Więziennej w miejsce dotychczasowego analogicznego stanowiska dyrektora Centralnego Zarządu Zakładów Karnych. Później należał do Rady ds. Współpracy Penologicznej i zajmował się problematyką więziennictwa w różnych organizacjach i komisjach międzynarodowych.